# Wong Chun Ting
Pour les articles homonymes, voir Wong.
Dans ce nom hongkongais, le nom de famille, Wong, précède le nom personnel Chun Ting.
Wong Chun Ting (en chinois : 黃鎮廷) né le 7 septembre 1991, est un pongiste hongkongais. Il remporte son premier titre en doubles à l'ITTF World Tour en 2012 et gagne trois autres titres en doubles en 2014. En 2015, durant les Championnats du Monde, il gagne la médaille de bronze en doubles mixtes avec Doo Hoi Kem. Il est classé 9e joueur mondial en septembre 2016.

## Style de jeu
Influencé par son joueur favori Wang Hao, il est le seul capable de maîtriser le revers inversé avec autant de succès que son compatriote. Comme tous les joueurs jouant en porte-plume, c'est un joueur au jeu majoritairement offensif ; il alterne très souvent revers et coup droit/topspin.